# CF Cuernavaca Los Colibríes

Vereinswappen

Der Club de Fútbol Cuernavaca, bekannter unter seiner Zusatzbezeichnung Colibríes (Kolibris) bzw. als Colibríes de Morelos, war ein mexikanischer Fußballverein aus dem Bundesstaat Morelos. Sein offizieller Vereinssitz befand sich in der Bundeshauptstadt Cuernavaca, während seine Heimspielstätte, das Estadio Mariano Matamoros, in deren Vorort Xochitepec lag. Obwohl der Verein nur wenige Monate existierte, spielte er in der Primera División, der höchsten Spielklasse des mexikanischen Vereinsfußballs.

## Geschichte
Vor Beginn der Clausura der Saison 2002/03 erwarb ein finanzkräftiger Unternehmer aus Morelos die Erstligalizenz des Club Atlético Celaya und legte somit den Grundstein für die Gründung des CF Cuernavaca am 10. Dezember 2002. Doch von Anfang an sah sich der Retortenverein großen Problemen gegenüber, an denen er letztendlich scheiterte. Sein ursprünglicher Plan, in der Stadt Zacatepec zu spielen, scheiterte am entschiedenen Veto des dort ansässigen Traditionsvereins CD Zacatepec. Doch seine internen Probleme sollten wesentlich schwerer wiegen. 
Zunächst einmal war vorgesehen, dass der bisher bei Atlético Celaya unter Vertrag stehende Trainer Carlos Trucco die neue Mannschaft übernehmen würde. Doch er legte sein Amt am 7. Januar 2003 nieder – gerade mal fünf Tage vor dem ersten Spiel der Colibríes. Somit war schnelles Handeln erforderlich, so dass man froh sein konnte, mit Sergio Rubio wenigstens überhaupt noch einen Trainer gefunden zu haben, auch wenn dieser über keine Erstliga-Erfahrung verfügte. Dennoch hatte man einen äußerst verheißungsvollen Start, gewann das erste Spiel bei den UNAM Pumas mit 3:1 und das darauf folgende erste Heimspiel mit 3:0 gegen die UAG Tecos. Nach vier Spieltagen hatten die Colibríes bereits neun Punkte verbucht. Doch weil aus den nächsten sechs Spielen gerade mal zwei weitere Punkte hinzugekommen waren, erklärte Trainer Rubio seinen Rücktritt. Er wurde durch den Kroaten Zlatko Petricevic ersetzt, der jedoch bereits nach zwei Spielen eine Verschwörung einiger Spieler gegen ihn erkannt haben wollte, wobei der Spieler Mario Grana ihn sogar tätlich angegriffen haben soll. Petricevic verabschiedete sich wieder und es gelang dem Verein in seiner Not, Rubio zurückzuholen. Doch auch er schmiss bereits nach drei weiteren Spielen den Bettel hin. 
Als ob das Trainerkarussell den Verein nicht schon genug belastet hätte, liefen die Spieler am 15. Spieltag (dem letzten Arbeitstag von Trainer Rubio) mit Trikots auf das Feld, die mit der Aufschrift „Basta de Mentiras“ (in etwa: Genug der Lügen) versehen waren. Hintergrund dieser Aktion war, dass angeblich versprochene Zahlungen nicht geleistet wurden. Für die letzten vier Spiele hatten Rubios bisherige Assistenztrainer Rodolfo Sotelo und Felipe Ocampo die Mannschaft übernommen, die am Ende mit 6 Siegen und 8 Niederlagen trotz aller Turbulenzen wohl den Klassenerhalt geschafft hätte, wenn nicht die Punktezahl des CA Celaya mit in die Bewertung eingeflossen wäre, die zum Abstieg des Vereins in die zweite Liga führte. Damit nicht genug, verurteilte die FMF den Spieler Jorge Rodríguez für seine wiederholten Schiedsrichterbeleidigungen zu einer empfindlichen Geldstrafe. Als dieser seine Strafe nicht innerhalb der gesetzten Frist überwiesen hatte und auch der Verein sich lediglich in Zurückhaltung übte, entzog die FMF den Colibríes die Spielberechtigung für die zweite Liga und vergab sie an einen anderen, ebenfalls nur kurzfristig bestehenden, Verein namens Trotamundos Tijuana. Somit hatte die Geschichte der Colibríes ein schnelles Ende gefunden.